# Flugplatz Santarém

i7
i11
i13
Der Flugplatz Santarém (portugiesisch:Aeródromo de Santarém, ICAO-Code: LPSR) ist ein Flugplatz nahe der Stadt Santarém, der Schnellstraße IC10 und dem Fluss Rio Tejo  in der portugiesischen Region Alentejo. Er ist ungefähr acht Autominuten von der Stadtmitte in Santarém entfernt und wird derzeit von Sport- und Privatflugzeugen genutzt.